# Държавен дълг
Държавният дълг, наричан също национален дълг, публичен дълг или суверенен дълг, са всички финансови задължения на дадена държава, включително на централното правителство и на регионалните подразделения и местни власти. Правителствата обикновено поемат дълг чрез издаване на държавни ценни книжа, а при страни с ниска платежоспособност – и чрез преки заеми от международни финансови институции и дори отделни банки.
Държавният дълг може да се категоризира като вътрешен (задължения към кредитори в държавата) или външен (задължения към кредитори извън границите на страната). Друга честа категоризация на държавния дълг е по срока на изплащане. За краткосрочен дълг обикновено се счита този със срок на изплащане от една година или по-малко, а за дългосрочен този със срок на изплащане по-дълъг от десет години. Средносрочните дългове са с междинен срок на изплащане. По-обща дефиниция на държавния дълг може да отчита всички държавни задължения, включително бъдещи пенсионни плащания и плащания за стоки и услуги, които правителството е договорило, но все още не е платило.
Правителствата създават дълг, издавайки държавни облигации и бонове. Страните с по-нисък кредитен рейтинг понякога заемат директно от наддържавни учреждения като Световната банка.
В монетарно независими държави като САЩ, Обединеното кралство и други, държавният дълг в местна валута представлява спестовните сметки в централната банка. Това прави този „дълг“ много по-различен от този натрупан в семейство, ограничено от доходите си. Монетарно независимите правителства печатат собствена валута и нямат нужда от такива приходи, за да финансират разходите си.
Правителство със собствена валута може да плаща за номиналните си разходи, като печата нови пари, въпреки че в повечето случаи създаването на пари е оставено на централните банки. В такъв случай правителството издава държавни ценни книжа не за да събере пари, а вместо това да премахне излишния банков резерв (причинен от държавни разходи, надвишаващи приходите от данъци) и създава недостиг на резерви на пазара, за да може системата като цяло да се обърне към централната банка за ликвидност.

## История
В началото на Новото време европейските монарси често не изпълняват плащанията по кредитите си или своеволно се отказват от тях. Това кара мнозинството от финансистите да бъдат предпазливи в заемането на средства на кралете и финансите на страни, които често водят война, са изключително несигурни.
Създаването на първата централна банка е в Англия. Тази институция е предназначена, за да заема пари на правителството и първоначално служи за финансирането на войната на Уилям III срещу Франция. Първоначално синдикат от градски търговци и продавачи предлагат правителствен дълг за продажба. Синдикатът скоро се превръща в Английската Банка, която впоследствие финансира войните на Херцога на Марлборо и по-късни имперски завоевания.
Основаването на Английската Банка революционализира сферата на публичните финанси и слага край на отказите от платеж като този през 1672 г., когато Чарлз II прекратява плащанията по задълженията си. Оттогава британското правителство винаги изплаща задълженията към кредиторите си. В последвалите векове, други европейски държави създават подобни финансови институции за управление на правителствения дълг.
През 1815 г., в края на Наполеоновите войни, дългът на британското правителство достига над 200% от БВП на страната.
През 2018 г. глобалният правителствен дълг достига еквивалента на 66 трилиона долара или около 80% от глобалния БВП.

## Правителствени и неправителствени ценни книжа
Правителствените ценни книжа се издават (печатат) от национално правителство. Такива ценни книжа най-често са деноминирани в националната валута. Почти 70% от сумарния дълг на държавите през 2000 г. е в американски долари. Държавните ценни книжа понякога се смятат за безрискови облигации, защото ако е необходимо, националните правителства могат да създават нови пари и да изкупуват облигациите при падежа им. Въпреки че законите в много страни възпрепятстват директното създаване на пари от страна на правителството (тази функция е предадена на централната банка), централните банки могат да осигурят финансиране, като купуват държавни облигации в процедура, понякога наричана „монетизиране на дълга“.
Държавният дълг може да бъде в местна или чужда валута. Инвеститорите в държавни облигации, деноминирани в чужда валута, трябва да имат предвид нивото на валутния риск, в случай че чуждата валута намали стойността си спрямо местната. Ако дългът е деноминиран в чужда валута, може впоследствие правителството да няма достъп до въпросната валута, за да обслужва дълга. Например по време на Гръцката финансова криза дългът на страната е в евро и едно от предложените решения е Гърция да се върне към печатането на собствената си Гръцка драхма. Това предложение се отнася само за бъдещи задължения, оставяйки съществена част от съществуващия дълг деноминиран в чужда валута и потенциално удвоявайки стойността му.

## По държави
Публичният дълг е резултатът от заемите на правителството, минус плащанията, деноминирани в местната валута.
Съотношението на дълга към БВП на държавата („Дълг/БВП“, в %) е често приеман метод за установяване на значимостта на държавния дълг.
| държава            | публичен дълг (милиарди $) | % от БВП | на човек ($) | % от световния публичен дълг |
| ------------------ | -------------------------- | -------- | ------------ | ---------------------------- |
| Свят               | 56308                      | 64%      | 7936         | 100.0%                       |
| САЩ                | 17607                      | 74%      | 55630        | 31.3%                        |
| Япония             | 9872                       | 214%     | 77577        | 17.5%                        |
| Китай              | 3894                       | 32%      | 2885         | 6.9%                         |
| Германия           | 2592                       | 82%      | 31945        | 4.6%                         |
| Италия             | 2334                       | 126%     | 37956        | 4.1%                         |
| Франция            | 2105                       | 90%      | 31915        | 3.7%                         |
| Обединено Кралство | 2064                       | 89%      | 32553        | 3.7%                         |
| Бразилия           | 1324                       | 55%      | 6588         | 2.4%                         |
| Испания            | 1228                       | 85%      | 25931        | 2.2%                         |
| Канада             | 1206                       | 84%      | 34902        | 2.1%                         |
| Индия              | 995                        | 52%      | 830          | 1.8%                         |
| Мексико            | 629                        | 35%      | 5416         | 1.1%                         |
| Южна Корея         | 535                        | 34%      | 10919        | 1.0%                         |
| Турция             | 489                        | 40%      | 6060         | 0.9%                         |
| Нидерландия        | 488                        | 69%      | 29060        | 0.9%                         |
| Египет             | 479                        | 85%      | 5610         | 0.9%                         |
| Гърция             | 436                        | 161%     | 40486        | 0.8%                         |
| Полша              | 434                        | 54%      | 11298        | 0.8%                         |
| Белгия             | 396                        | 100%     | 37948        | 0.7%                         |
| Сингапур           | 370                        | 111%     | 67843        | 0.7%                         |
| Тайван             | 323                        | 36%      | 13860        | 0.6%                         |
| Аржентина          | 323                        | 42%      | 7571         | 0.6%                         |
| Индонезия          | 311                        | 25%      | 1240         | 0.6%                         |
| Русия              | 308                        | 12%      | 2159         | 0.6%                         |
| Португалия         | 297                        | 120%     | 27531        | 0.5%                         |
| Тайланд            | 292                        | 43%      | 4330         | 0.5%                         |
| Пакистан           | 283                        | 50%      | 1462         | 0.5%                         |

## Риск
Въпреки че правителствата могат да прекратят кредитните си плащания по политически причини, даването на правителствен заем в местната валута на страната обикновено се счита за „безрисково“ и включва така наречената „безрискова лихва“. Причината за това е, че дългът и лихвата могат да бъдат изплатени чрез повишаване на данъчните постъпления (или чрез икономически ръст или чрез повишение на данъчните ставки), чрез намаляване на публичните разходи или чрез печатане на още пари. Това обаче би повишило нивата на инфлация и би намалило стойността на инвестирания капитал (отнасящи се за дълговете несвързани с инфлацията). Типичен пример за това е Ваймарската република през 20-те, страдаща от хиперинфлация заради огромния брой нови пари, които правителството отпечатва. Причината за печатането на всички тези пари е неспособността на правителството да плати националния дълг, натрупан след разходите по време на Първата световна война.